# Frank Auerbach
Frank Helmut Auerbach (Berlino, 29 aprile 1931 – Londra, 11 novembre 2024) è stato un pittore tedesco naturalizzato britannico di origini ebraiche.

## Biografia

### Il trasferimento nel Regno Unito e la carriera accademica
Auerbach nacque a Berlino da Max Auerbach, un avvocato specializzato in brevetti, e Charlotte Nora Burchardt, che si era formata come artista. Grazie all'aiuto della scrittrice britannica Iris Origo, i suoi genitori lo inviarono in Gran Bretagna nel 1939 grazie alle manovre di kindertransport, che permisero a quasi 10.000 bambini, soprattutto ebrei, di trasferirsi nel Regno Unito per sfuggire alle persecuzioni naziste. Tuttavia, lo stesso artista dichiarò di essersi trasferito Oltremanica in base a un accordo privato. Il 4 aprile 1939, all'età di sette anni, Auerbach lasciò la Germania partendo da Amburgo e arrivando tre giorni dopo a Southampton. I genitori di Auerbach moriranno in un campo di concentramento nel 1942. Il futuro pittore acquisirà la cittadinanza britannica nel 1947.
Auerbach divenne allievo presso la Bunce Court School, vicino a Faversham (Kent) dove si specializzò in arte e recitazione. All'età di 17 anni interpretò anche un ruolo minore nella commedia House of Regrets di Peter Ustinov presso lo Unity Theatre di St Pancras di Londra. La sua vocazione artistica, che era però più forte di quella teatrale, lo spinse a studiare dapprima alla Saint Martin's School of Art (1948-1952) e, successivamente, al Royal College of Art (1952-1955). Tuttavia, l'influenza maggiore sulla sua formazione artistica fu probabilmente esercitata da una serie di ulteriori corsi d'arte tenuti al London Borough Polytechnic, dove lui e Leon Kossoff, anch'egli allievo della Saint Martin, furono istruiti da David Bomberg dal 1947 al 1953.
Dal 1955, iniziò a insegnare nelle scuole secondarie, ma entrò presto nel circuito degli insegnanti in visita presso le scuole d'arte come quelle di Ravensbourne, Ealing, Sidcup e Slade. Fu tuttavia principalmente attivo presso la Camberwell School of Art, dove insegnò dal 1958 al 1965.

### La carriera artistica
La prima mostra personale di Auerbach venne tenuta nel 1956 presso la Beaux Arts Gallery di Londra. Essa venne seguita da ulteriori rassegne personali nella stessa galleria fra il 1959 e il 1963, alla Marlborough Fine Art di Londra a intervalli regolari dopo il 1965, alla Marlborough Gallery di New York (1969, 1982, 1994, 1998 e 2006) e alla Marlborough Graphics nel 1990.
Nel 1978 fu protagonista di una grande retrospettiva alla Hayward Gallery londinese e nel 1986 rappresentò la Gran Bretagna alla Biennale di Venezia, condividendo il Leone d'oro con Sigmar Polke. Esibì inoltre i suoi dipinti in mostre come Eight Figurative Painters nel 1981, tenuta allo Yale Center for British Art di New Haven (USA) e in cui furono presenti anche esemplari di Michael Andrews, Francis Bacon, William Coldstream, Lucian Freud, Patrick George, Leon Kossoff e Euan Uglow. Si segnala anche una retrospettiva al Kunstverein di Amburgo nel 1986, comprendente dipinti e disegni realizzati tra il 1977 e il 1985 e originariamente presentati alla quarantaduesima Biennale di Venezia 1986. A questa esibizione seguì un omonimo tour in cui apparvero nuove opere che fecero tappa al Museum Folkwang di Essen, e al Centro de Arte Reina Sofia di Madrid, nel 1987. Nel 1989 esibì le sue tele al Van Gogh Museum di Amsterdam, nel 1991 allo Yale Centre for British Art di New Haven; e, nel 1995, alla London National Gallery. Auerbach partecipò alla mostra A New Spirit in Painting nella Royal Academy of Arts di Londra nel 1981, e nel 2001 vi fu tenuta una personale dei suoi dipinti e disegni realizzati fra il 1954 e il 2001. Espose inoltre le sue opere nella mostra itinerante intitolata Frank Auerbach Etchings and Drypoints 1954-2006 al Fitzwilliam Museum di Cambridge e alla Abbot Hall Art Gallery di Kendal fra il 2007 e il 2008. Seguì nel 2009 una mostra personale al Courtauld Institute of Art londinese.
Auerbach fu il soggetto di un film per la televisione dal titolo Frank Auerbach: To the Studio (2001), diretto da Hannah Rothschild e prodotto da Jake Auerbach della Jake Auerbach Films Ltd. venne trasmesso in prima sul programma artistico Omnibus il 10 novembre 2001.
David Bowie comprò la Testa di Gerda Boehm di Auerbach. Dopo la morte di Bowie avvenuta nel 2016, l'opera fu messa all'asta nel novembre 2016, dove fu venduta per 3,8 milioni di sterline.
La Tate Britain (Londra) in collaborazione con il Kunstmuseum di Bonn organizzò una grande retrospettiva di carriera su Auerbach fra il 2015 e il 2016. La mostra fu curata dall'artista stesso e da Catherine Lampert.
L'artista morì nel 2024.

## Stile e influenze
Auerbach è un pittore figurativo di ritratti e scene ambientate in aree urbane di Londra come Camden Town. Sebbene sia stato considerato un artista espressionista, Auerbach non tenta di trovare un equivalente visivo di uno stato emotivo o spirituale secondo i canoni dell'espressionismo, ma di risolvere l'esperienza dell'essere nel mondo attraverso la pittura. Nelle sue opere, l'esperienza nel mondo è vista come caotica, pertanto il pittore tedesco si pone l'ambizioso compito di imporre un ordine nel caos riproducendo sulla tela quell'ideale equilibrio. Auerbach sviluppa relazioni intense con soggetti particolari, in particolare le persone che dipinge, ma anche con i luoghi urbani che raffigura nelle sue opere. Parlando di questo nel 2001, egli dichiarò che "se ogni giorno passi davanti a qualcosa che ha un po' di personalità, comincia a intrigarti". Questa semplice affermazione smentisce l'intensità della relazione che si sviluppa tra Auerbach e i suoi soggetti, che si traduce nel desiderio di produrre un'immagine che l'artista considera "giusta". Questo porta Auerbach a dipingere un'immagine per poi grattarla via dalla tela alla fine di ogni giornata, ripetendo questo processo più e più volte, non per creare una stratificazione di immagini, ma a causa di un senso di insoddisfazione per l'immagine riprodotta che lo spinge a ridipingerla daccapo.
Ciò indica anche che l'abbondante uso di colore nelle opere di Auerbach, che ha reso alcuni dei suoi dipinti degli anni cinquanta difficili da appendere in parte a causa del loro peso e, secondo alcuni rapporti giornalistici, in parte a causa della vernice che tende a staccarsi dall'opera, non è principalmente il risultato dell'uso massiccio di pittura nel tempo. Il colore viene infatti applicato in un brevissimo lasso di tempo e può quindi essere rimosso molto rapidamente dopo l'applicazione. La pittura a impasto di Auerbach non è sempre stata giudicata positivamente: infatti, nel 1956, il quotidiano Manchester Guardian asserì che la tecnica dell'artista tedesco "è così sorprendentemente ingombrante che ci vorrà del tempo prima che qualcuno riesca a giustificare questo metodo grottesco." Questo approccio tecnico perseguito così intensamente venne accolto tiepidamente anche in Gran Bretagna a partire dalla fine degli anni ottanta. Un critico dell'epoca, Stuart Morgan, accusò Auerbach di aver "sposato il conservatorismo come se fosse una religione" partendo dal presupposto di dipingere senza alcun senso dell'ironia.
Oltre a dipingere scene di strada vicino alla sua residenza a Londra, Auerbach tende a raffigurare ripetutamente un numero limitato di persone, tra cui Estella Olive West (indicata nei titoli delle sue creazioni come EOW), Juliet Yardley Mills (o JYM) e la moglie di Auerbach Julia Auerbach (nata Wolstenholme). Dal 1978, anno in cui tenne la sua retrospettiva alla Hayward Gallery, ha ritratto più volte la storica e curatrice d'arte Catherine Lampert. L'ossessione di riprovare a ritrarre soggetti specifici, così come il desiderio di tornare a loro per "riprovare", è nuovamente percepibile nel suo uso ripetitivo degli stessi modelli.
Una forte enfasi nel lavoro di Auerbach è il suo rapporto con la storia dell'arte. Nel 1994, durante un'esibizione alla National Gallery di Londra, citò la collezione di dipinti di Rembrandt, Tiziano e Rubens esposti nel museo. Tuttavia, diversamente dai maestri appartenenti al "Sistema degli artisti associati" della National Gallery, le opere di Auerbach non erano il risultato di una breve permanenza alla Galleria. Le opere di Auerbach avrebbero infatti radici lontane e in questa mostra esibì dipinti che rivisitano il Bacco e Arianna di Tiziano realizzati a partire dagli anni settanta così come la sua After Rubens' Samson and Delilah (1993), ispirata all'omonimo capolavoro di Rubens.
La storia personale di Auerbach e il suo stile pittorico ispirarono il personaggio di Max Ferber del pluripremiato romanzo Gli emigrati (1992) di W.G. Sebald.